# 西祖谷山村小祖谷
西祖谷山村小祖谷（にしいややまむらおいや）は、徳島県三好市の町名。郵便番号は779-5172。

## 地理
三好市の東部に位置。南は西祖谷山村下名・西祖谷山村坂瀬、東は東祖谷落合、西は池田町漆川・井川町井内西・井川町井内東、北は三好郡東みよし町とそれぞれ接する。
地域の中央を南北に松尾川が流れ、並行して徳島県道149号腕山宮石線が通る。地域の北東部で松尾川ダムと接している。また、この地域では松尾川を小祖谷川と呼んでいる。

### 山岳
- 腕山

### 河川
- 祖谷川

### 小字
- 小祖谷西
- 小祖谷東

## 歴史
- 2006年（平成18年）3月1日 - 三好郡西祖谷山村が三野町・池田町・山城町・井川町・東祖谷山村と合併して三好市が発足し、現在の町名となる。

## 世帯数と人口
2021年（令和3年）12月31日現在の世帯数と人口は以下の通りである。
| 町丁             | 世帯数 | 人口 |
| ---------------- | ------ | ---- |
| 西祖谷山村小祖谷 | 3世帯  | 3人  |

## 小・中学校の学区
市立小・中学校に通う場合、学区は以下の通りとなる。
| 番地 | 小学校             | 中学校               |
| ---- | ------------------ | -------------------- |
| 全域 | 三好市立檪生小学校 | 三好市立西祖谷中学校 |

## 施設
- 松尾川ダム - 一部。
- 馬岡五社神社
- 水ノ口峠

## 交通

### 鉄道
- 最寄駅はJR徳島線の辻駅。

### 道路
都道府県道
- 徳島県道149号腕山宮石線
- 徳島県道265号腕山花ノ内線